# Tatjana Pinto
Tatjana Pinto (Münster, 2 juli 1992) is een atlete uit Duitsland.
Op de Europese kampioenschappen atletiek 2012 behaalde Pinto de gouden medaille met het Duitse estafette-team op de 4x100 meter.
Op de Olympische Zomerspelen van Londen in 2012 liep Pinto de 100 meter sprint en de
4x100 meter estafette. Het Duitse estafette-team werd vijfde in de finale
Op de Olympische Zomerspelen van Rio de Janeiro in 2016 liep Pinto wederom de
100 meter sprint, en de
4x100 meter estafette, waarin het Duitse estafette-team in de finale vierde werd.
Ook op de uitgestelde Olympische Zomerspelen van Tokio in 2021 liep Pinto de
100 meter sprint, en weer de
4x100 meter estafette. Het Duitse estafette-team haalde de finale en werd vijfde.
Op de Wereldkampioenschappen atletiek 2013 en de Wereldkampioenschappen atletiek 2017 werd het Duits estafette-team vierde op de 4x100 meter estafette.

## Persoonlijke records
Outdoor
| Onderdeel | Prestatie | Wind | Plaats                                    | Datum      |
| --------- | --------- | ---- | ----------------------------------------- | ---------- |
| 100m      | 11.00s    | +1.2 | Mannheim (GER)                            | 29.07.2016 |
| 200m      | 22.63s    | +0.8 | Khalifa International Stadium, Doha (QAT) | 30.09.2019 |
| 4x100m    | 41.62     |      | Mannheim (GER)                            | 29.07.2016 |
| 4x200m    | 1:30.68   |      | T. Robinson Stadium, Nassau (BAH)         | 22.04.2017 |

Indoor
| Onderdeel   | Prestatie | Wind | Plaats         | Datum      |
| ----------- | --------- | ---- | -------------- | ---------- |
| 60m ind.    | 7.06      |      | Dortmund (GER) | 17.02.2018 |
| 200m ind.   | 23.19s    |      | Dortmund (GER) | 18.02.2018 |
| 4x200m ind. | 1:35.97   |      | Leipzig (GER)  | 28.02.2016 |

bijgewerkt september-2021
- World Athletics: 14279214